# Hayden Jones
Hayden Jones (* 30. August 2006 in Gold Coast) ist ein australischer Tennisspieler.

## Persönliches
Hayden Jones wurde in eine Sportlerfamilie geboren. Sein Vater Brad war Australian-Football-Spieler, betrieb den Sport allerdings nicht als Profisportler; seine Mutter Loretta Jones war Triathlon-Weltmeisterin und gewann eine olympische Silbermedaille. Seine Schwester Emerson (* 2008) ist ebenfalls Tennisspielerin.
Hayden Jones trainierte an der National Tennis Academy in Queensland. Später wechselte er zur KDV Tennis Academy an der Gold Coast.

## Karriere
Jones spielte zwischen 2021 und 2024 auf der ITF Junior Tour. Dort nahm er zehnmal an Grand-Slam-Turnieren teil, wo sein bestes Resultat im Einzel das Viertelfinale 2024 bei den Australian Open war. Im Doppel schaffte er 2023 den Einzug ins Halbfinale bei den US Open. Daneben gewann er sechs Einzel- und zwei Doppeltitel der Junioren, wovon zwei Titel im Einzel der dritthöchsten Kategorie J300 angehörten. In der Junioren-Rangliste erreichte er mit Platz 8 seine höchste Notierung im Mai 2024.
Bei den Profis spielt Jones seit 2022 Turniere. 2024 und 2025 erhielt er für die Australian Open Wildcards für die Qualifikation im Einzel. Gegen Camilo Ugo Carabelli und August Holmgren, die deutlich über ihm platziert waren, gewann er jeweils einen Satz. Neben einem Halbfinaleinzug Anfang 2025 auf der ATP Challenger Tour in Canberra kam Jones bislang vor allem auf der drittklassigen ITF Future Tour zu Erfolgen. Er schaffte bei Futures bislang viermal den Einzug in ein Viertelfinale im Einzel, während er im Doppel einen Titel gewann. Damit gelang ihm der Einzug unter die Top 1000 der Weltrangliste.
Sein Debüt im Hauptfeld eines Grand-Slam-Turniers gab er, erneut dank einer Wildcard 2025 im Mixed-Doppel an der Seite seiner Schwester. Sie schieden zum Auftakt aus.